# Senyumia minutiflora
Senyumia minutiflora är en tvåhjärtbladig växtart som först beskrevs av Ridley, och fick sitt nu gällande namn av R. Kiew, A. Weber och Brian Laurence Burtt. Senyumia minutiflora ingår i släktet Senyumia och familjen Gesneriaceae. Inga underarter finns listade i Catalogue of Life.